# 에번 골드버그
에번 골드버그(영어: Evan Goldberg 1982년 ~ )는 캐나다의 영화 감독, 영화 제작자, 각본가이다. 죽마고우인 세스 로건과의 협작 영화들로 잘 알려져 있으며, 대표작으로 《슈퍼배드》(2007), 《파인애플 익스프레스》(2008), 《디스 이즈 디 엔드》(2013), 《디 인터뷰》(2014)가 있다.

## 생애
골드버그는 밴쿠버의 유대인 가정에서 태어났다. 마폴에서 자랐으며 포인트 그레이 고등학교와 맥길 대학교를 졸업했다. 어릴 적에는 유대인 학교를 다니며 탈무드 등을 배웠다고 한다.

## 작품 목록

### 영화
| 연도 | 제목                                                       | 역할             |
| ---- | ---------------------------------------------------------- | ---------------- |
| 2007 | 사고친 후에 Knocked Up                                     | 제작             |
| 2007 | 슈퍼배드 Superbad                                          | 각본, 제작       |
| 2007 | 제이와 세스 vs. 아포칼립스 Jay and Seth vs. The Apocalypse | 각본             |
| 2008 | 파인애플 익스프레스 Pineapple Express                      | 각본, 제작       |
| 2009 | 재밌는 사람들 Funny People                                 | 제작             |
| 2011 | 그린 호넷 The Green Hornet                                 | 각본, 제작       |
| 2011 | 군 Goon                                                    | 각본             |
| 2011 | 50/50                                                      | 제작             |
| 2012 | 왓치 The Watch                                             | 각본             |
| 2012 | 더 길트 트립 The Guilt Trip                                | 제작             |
| 2013 | 디스 이즈 디 엔드 This Is the End                          | 감독, 각본, 제작 |
| 2014 | 나쁜 이웃들 Neighbors                                      | 제작             |
| 2014 | 디 인터뷰 The Interview                                    | 감독, 각본, 제작 |
| 2016 | 소시지 파티 Sausage Party                                  | 각본, 제작       |